# Ctenochira antennata
Ctenochira antennata là một loài tò vò trong họ Ichneumonidae.